# Bahnstrecke Kamieniec Ząbkowicki–Złoty Stok
| Kursbuchstrecke: | 129j (1934) 157g (1944) 226 (1989) |                                             |                                             |
| Streckenlänge: | 11,775 km                          |                                             |                                             |
| Spurweite: | 1435 mm (Normalspur)               |                                             |                                             |
| Maximale Neigung: | 15 ‰                               |                                             |                                             |
| |                                    |                                             |                                             |
| \| \| \| von Międzylesie und von Legnica \| \| \| \| \| Kamenz Klbf \| \| \| \| \| (Verbindungsgleis) \| \| \| \| 0,000 \| Kamieniec Ząbkowicki früher Kamenz (Schles) \| Kamieniec Ząbkowicki früher Kamenz (Schles) \| \| \| \| (Einbindung in Staatsbf seit 1930) \| \| \| \| \| nach Wrocław und nach Katowice \| \| \| \| 3,253 \| Byczeń früher Baitzen \| Byczeń früher Baitzen \| \| \| \| Nysa Kłodzka \| \| \| \| 5,291 \| Sosnowa Śląska früher Wolmsdorf \| Sosnowa Śląska früher Wolmsdorf \| \| \| 9,151 \| Płonica Śląska früher Dörndorf \| Płonica Śląska früher Dörndorf \| \| \| 11,775 \| Złoty Stok früher Reichenstein \| Złoty Stok früher Reichenstein \| \| \| \| \| \| \| Quellen: [1][2] \| \| \| \| |                                    |                                             |                                             |
| Strecke von links |                                    | von Międzylesie und von Legnica             | von Międzylesie und von Legnica             |
| Kopfbahnhof Streckenanfang (Strecke außer Betrieb) · Strecke |                                    | Kamenz Klbf                                 | Kamenz Klbf                                 |
| Abzweig geradeaus und nach links (Strecke außer Betrieb) · Abzweig geradeaus und ehemals von rechts |                                    | (Verbindungsgleis)                          | (Verbindungsgleis)                          |
| Strecke (außer Betrieb) · Bahnhof | 0,000                              | Kamieniec Ząbkowicki früher Kamenz (Schles) | Kamieniec Ząbkowicki früher Kamenz (Schles) |
| Abzweig geradeaus und von links (Strecke außer Betrieb) · Abzweig geradeaus und ehemals nach rechts |                                    | (Einbindung in Staatsbf seit 1930)          | (Einbindung in Staatsbf seit 1930)          |
| Strecke (außer Betrieb) · Strecke nach links |                                    | nach Wrocław und nach Katowice              | nach Wrocław und nach Katowice              |
| Haltepunkt / Haltestelle (Strecke außer Betrieb) | 3,253                              | Byczeń früher Baitzen                       | Byczeń früher Baitzen                       |
| Brücke über Wasserlauf (Strecke außer Betrieb) |                                    | Nysa Kłodzka                                | Nysa Kłodzka                                |
| Haltepunkt / Haltestelle (Strecke außer Betrieb) | 5,291                              | Sosnowa Śląska früher Wolmsdorf             | Sosnowa Śląska früher Wolmsdorf             |
| Haltepunkt / Haltestelle (Strecke außer Betrieb) | 9,151                              | Płonica Śląska früher Dörndorf              | Płonica Śląska früher Dörndorf              |
| Kopfbahnhof Streckenende (Strecke außer Betrieb) | 11,775                             | Złoty Stok früher Reichenstein              | Złoty Stok früher Reichenstein              |
| |                                    |                                             |                                             |
| Quellen: |                                    |                                             |                                             |

Als Bahnstrecke Kamieniec Ząbkowicki–Złoty Stok, früher auch Reichensteiner Bahn, war eine Nebenbahn in Polen. Sie führte in Niederschlesien von Kamieniec Ząbkowicki (Kamenz in Schlesien) nach Złoty Stok (Reichenstein).

## Geschichte
Während die Staatsbahnstrecken im Kreis Frankenstein bereits Mitte der 1870er Jahre zu wesentlichen Teilen vollendet waren, blieben einige Randgebiete noch fern der Schienenwege. Dazu gehörte der Südzipfel des Kreises mit der Stadt Reichenstein, die am Fuß des Reichensteiner Gebirges unmittelbar an der österreichisch-schlesische Grenze lag. Besonders waren an einer Bahnverbindung die Eigentümer eines Arsenikwerkes in Reichenstein interessiert. Als solcher wird anfangs ein Kommerzienrat Güttler aus Reichenstein genannt, später die Gebrüder Güttler aus Hamburg.

Fahrplan gültig vom 1. Mai 1903

Am 3. November 1900 wurde die Strecke als normalspurige private Kleinbahn eröffnet, deren Bau insgesamt zwei Millionen Mark gekostet hatte. Ausgangspunkt war ein eigener Bahnhof auf der Südseite des Staatsbahnhofes in Kamenz. Ein kurzes Verbindungsgleis diente der Überstellung von Güterwagen. In Reichenstein waren die Anlagen des Arsenikwerkes „Reicher Trost“ und die Entgoldungsanstalt direkt mit einem Anschlussgleis angebunden.
Eine Weiterführung der Strecke nach Österreich über Weißwasser nach Jauernig zum Anschluss an die seit 1896 bestehende Lokalbahn Barzdorf–Jauernig war geplant. Der Erste Weltkrieg und seine Folgen verhinderten das Vorhaben. 
Hingegen eröffnete die Kleinbahn Kamenz–Reichenstein am 31. Juli 1929 eine 32 Kilometer lange Omnibuslinie von Patschkau über das tschechoslowakische Weißwasser in Schlesien (Bílá Voda) nach Reichenstein und weiter nach Bad Landeck.

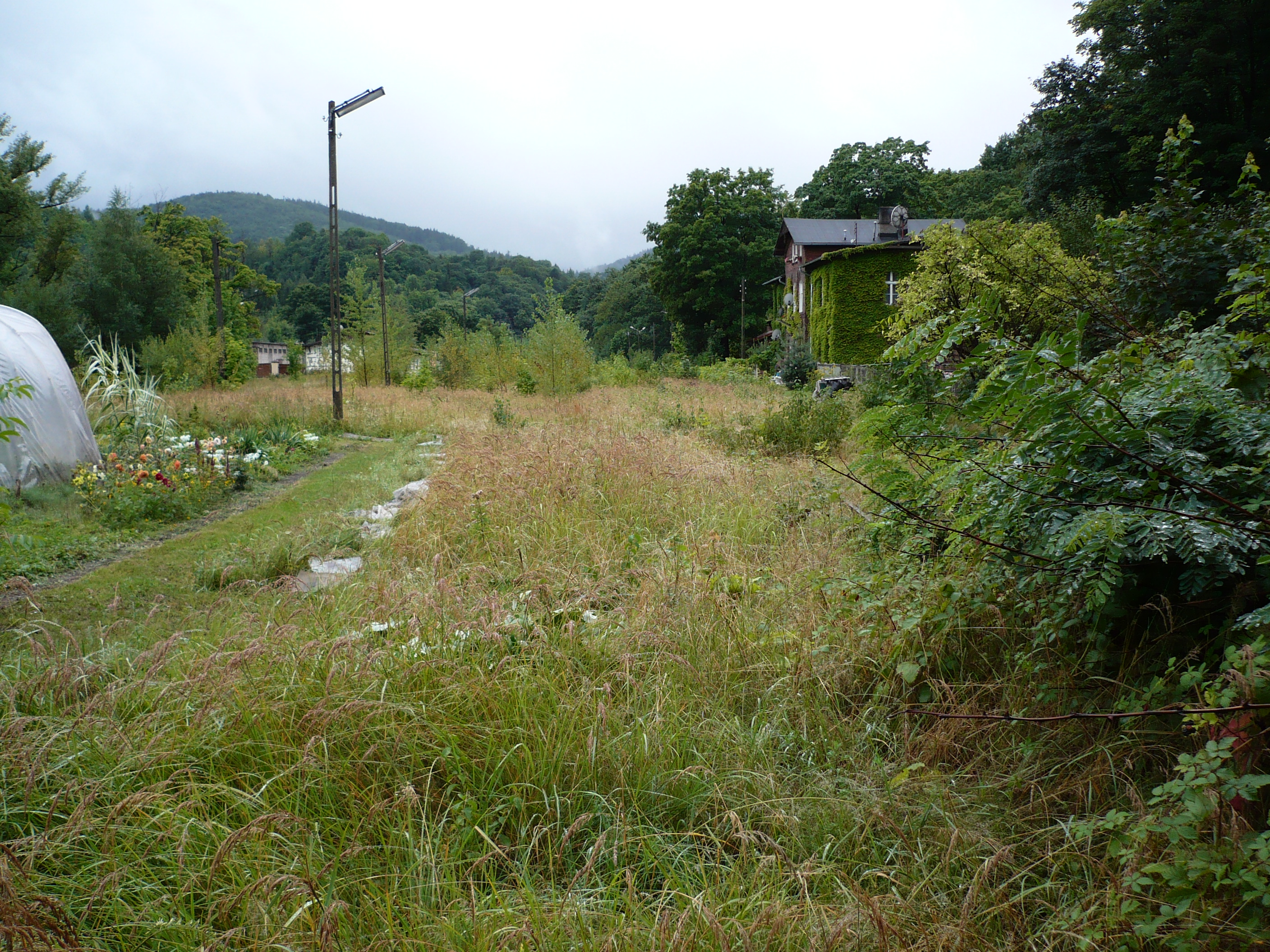
Bahnhof Złoty Stok (2008)

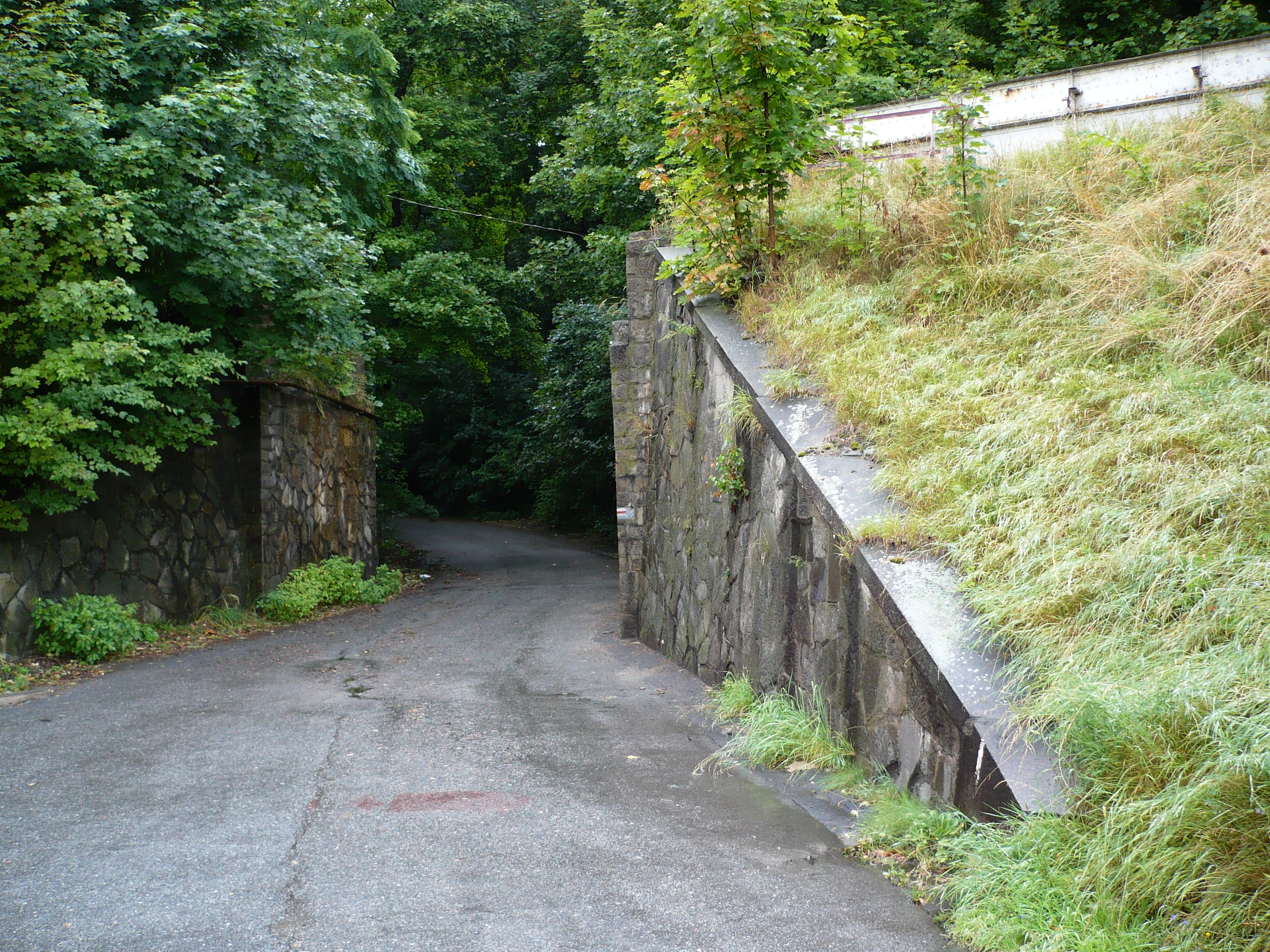
Abgebaute Strecke bei Złoty Stok (2008)

Im Jahr 1930 wurde die Strecke direkt in den Staatsbahnhof Kamenz (Schles) eingebunden. Damit entfiel fortan für umsteigende Reisende der lange Fußweg bis zum Kleinbahnhof. Das kurze Streckenstück vom Kleinbahnhof bis zum neuen Streckenabzweig zum Staatsbahnhof wurde aufgegeben, der Kleinbahnhof selbst blieb für betriebliche Zwecke (bis heute) erhalten.
Ab 1939 firmierte die Kleinbahngesellschaft als Reichensteiner Bahn. Der Fahrplan vom Sommer 1939 verzeichnete neun Zugpaare an Werktagen sowie sechs an Sonntagen. Ein weiteres für Ausflügler kam in der Sommerzeit sonntags vom 28. Mai bis 27. August hinzu.
Nach dem Zweiten Weltkrieg lag das Bahngebiet auf nunmehr polnischen Territorium, die Kleinbahngesellschaft hörte faktisch auf zu bestehen. Strecke und Fahrzeuge kamen zur polnischen Staatsbahn PKP. Der Endpunkt Reichenstein hieß zunächst polonisiert Rychłowice, erst 1947 wurde der bis heutige gültige Ortsname Złoty Stok eingeführt. Der Bergbau auf Gold und Arsenik wurde unter polnischer Verwaltung 1961 eingestellt, was das Güterverkehrsaufkommen stetig sinken ließ.
Nach 1967 verkehrten nur drei Personenzugpaare täglich. Die zulässige Streckengeschwindigkeit betrug auf den abgefahrenen Gleisen zuletzt nur noch 10 bis 15 km/h. Die Züge benötigten 1989 fast eine Stunde, fast doppelt so viel wie 1914. Im Juni 1989 wurde der Reiseverkehr zugunsten einer Überlandbuslinie eingestellt.
Während des schweren Hochwassers im Juli 1997 wurde die Brücke über die Glatzer Neiße von den Wassermassen weggerissen und die Strecke daraufhin stillgelegt. Die Gleise sind heute abgebaut.

## Fahrzeugeinsatz
Im Jahre 1939 waren zwei Dampflokomotiven, ein Triebwagen, zwei Personen-, ein Pack-, 18 Güterwagen und ein Omnibus vorhanden.
Die PKP setzte bis Ende der 1980er Jahre Dampflokomotiven der Baureihe Ty2 und TKt48 ein. Eine Umstellung hin zu moderneren Traktionsarten erfolgte nicht mehr. In Reisezügen waren bis zum Schluss sogenannte Donnerbüchsen deutscher Herkunft eingestellt.